# 鹿児島県文化振興財団
公益財団法人鹿児島県文化振興財団（かごしまけんぶんかしんこうざいだん）は、鹿児島県が保有する文化施設の管理運営、文化行事の実施などを行う公益財団法人である。会長は塩田康一鹿児島県知事、理事長は本田勝彦。

## 管理運営施設
- 鹿児島県文化センター（宝山ホール）
- 霧島国際音楽ホール（みやまコンセール）
- 霧島アートの森
- 上野原縄文の森
- 埋蔵文化財調査センター

## 沿革
- 1994年1月　財団法人鹿児島県文化振興財団が設立される。
- 1994年7月　霧島国際音楽ホールの管理運営を受託される。
- 1996年4月　鹿児島県文化センターの管理運営を受託される。
- 2000年10月　霧島アートの森の管理運営を受託される。
- 2002年4月　上野原縄文の森の管理運営を受託される。
- 2006年4月　上記四施設の指定管理者として鹿児島県に指定される。

## 事務局

### 所在地
〒892-0816　鹿児島市山下町5-3（鹿児島県文化センター内）